# Communauté de communes Verdon Mont Major
La communauté de communes Verdon Mont Major regroupait cinq communes du département du Var depuis 2007.
À compter du 1er janvier 2014, la Communauté de communes Provence Verdon est issue de la fusion de la communauté de communes Verdon Mont Major et de la communauté de communes Provence d'Argens en Verdon avec retrait de la commune de Bras.

## Composition en 2007
Les communes concernées sont :
| Nom                 | Code Insee | Gentilé          | Superficie (km2) | Population (dernière pop. légale) | Densité (hab./km2) |
| ------------------- | ---------- | ---------------- | ---------------- | --------------------------------- | ------------------ |
| Ginasservis (siège) | 83066      | Ginasservois     | 37,47            | 1 636 (2014)                      | 44                 |
| Artigues            | 83006      | Artiguais        | 31,85            | 240 (2014)                        | 7,5                |
| Rians               | 83104      | Riansais         | 96,87            | 4 284 (2014)                      | 44                 |
| Saint-Julien        | 83113      | Saint-Juliennois | 75,88            | 2 345 (2014)                      | 31                 |
| La Verdière         | 83146      | Verdiérois       | 68,16            | 1 645 (2014)                      | 24                 |

GFP CC Verdon Mont Major Var
À proximité de cette intercommunalité se situe la Communauté d'agglomération Durance Luberon Verdon qui se compose de 25 communes des Alpes-de-Haute-Provence et 1 commune du Var : Vinon-sur-Verdon, bien que faisant partie du canton de Rians.

## Budget et fiscalité CCVMM
- Total des produits de fonctionnement : 1 957 000 €, soit 211 € par habitant
- Total des ressources d’investissement : 276 000 €, soit 30 €uros par habitant
- Endettement : 0 €, soit 0 € par habitant[2].